# Tibério Júlio Celso Polemeano
Tibério Júlio Celso Polemeano (em latim: Tiberius Julius Celsus Polemaeanus; em grego: Τιβέριος Ιούλιος Κέλσος Πολεμαιανός; romaniz.: Tibérios Ioúlios Kélsos Polemaianós), conhecido apenas como Celso, foi um senador romano de origem grega nomeado cônsul sufecto para o nundínio de maio a agosto de 92 com Lúcio Estertínio Ávito. Um cidadão rico e popular, Celso era patrono da cidade de Éfeso e foi enterrado em um sarcófago debaixo da famosa Biblioteca de Celso, que foi construída como um mausoléu em sua homenagem por seu filho, Tibério Júlio Áquila Polemeano, cônsul sufecto em 110.

## História
Celso nasceu por volta de 45 numa família sacerdotal de origem grega da cidade de Sardis, na Ásia Menor, em Éfeso ou em Sardis.
A carreira política de Celso foi registrada numa inscrição em latim recuperada em Éfeso. Segundo ela, seu primeiro posto foi o de tribuno militar da Legio III Cyrenaica, que era parte da guarnição militar da província do Egito. Depois disto, Celso foi admitido no Senado como ex-edil (adlectio inter aedilicios) por Vespasiano e Tito, provavelmente como recompensa por sua lealdade durante o ano dos quatro imperadores (69). Não se sabe como ele apoiou Vespasiano: o prefeito do Egito na época, Tibério Júlio Alexandre, foi o primeiro governador provincial a se declarar por Vespasiano, em 1 de julho de 69; um vexillatio da III Cyrenaica participou da supressão da Revolta Judaica e é possível que Vespasiano tenha notado Celso nesta ocasião. Seja qual for o motivo, a admissão ao Senado era uma importante conquista social e política para Celso.
Em seguida, Celso foi pretor urbano, o que requeria sua presença na cidade de Roma. Depois, foi nomeado legado imperial propretor de um agregado de províncias: Capadócia, Galácia, Pisídia, Paflagônia e Armênia Menor. Esta atribuição representa um problema para historiadores modernos, pois nesta época (75-79), a guarnição militar destes territórios era composta por duas legiões, o que implica que o governo da província só seria atribuído, em situações normais, a alguém de status consular; além disto, sabe-se que o governador da Galácia nesta época foi Marco Hírrio Frontão Nerácio Pansa. Mireille Corbier apresenta uma possível explicação: Celso estaria agindo como um subordinado, ainda que independente, de Nerácio Pansa.
Os próximos passos de sua carreira são menos problemáticos. Celso foi nomeado comandante da IV Scythica (c. 81-82) e depois foi sorteado governador da Bitínia e Ponto, na época uma das províncias senatoriais, para o período de 84-85. Celso depois voltou para Roma e o imperador Domiciano o nomeou como um dos três prefeitos do erário militar para o período de 85-87. Terminado seu mandato, Celso seguiu novamente para o oriente para assumir o posto de governador da Cilícia entre 89 e 91. Foi nesta época que alcançou o posto máximo de sua carreira, sendo nomeado cônsul sufecto em 91.

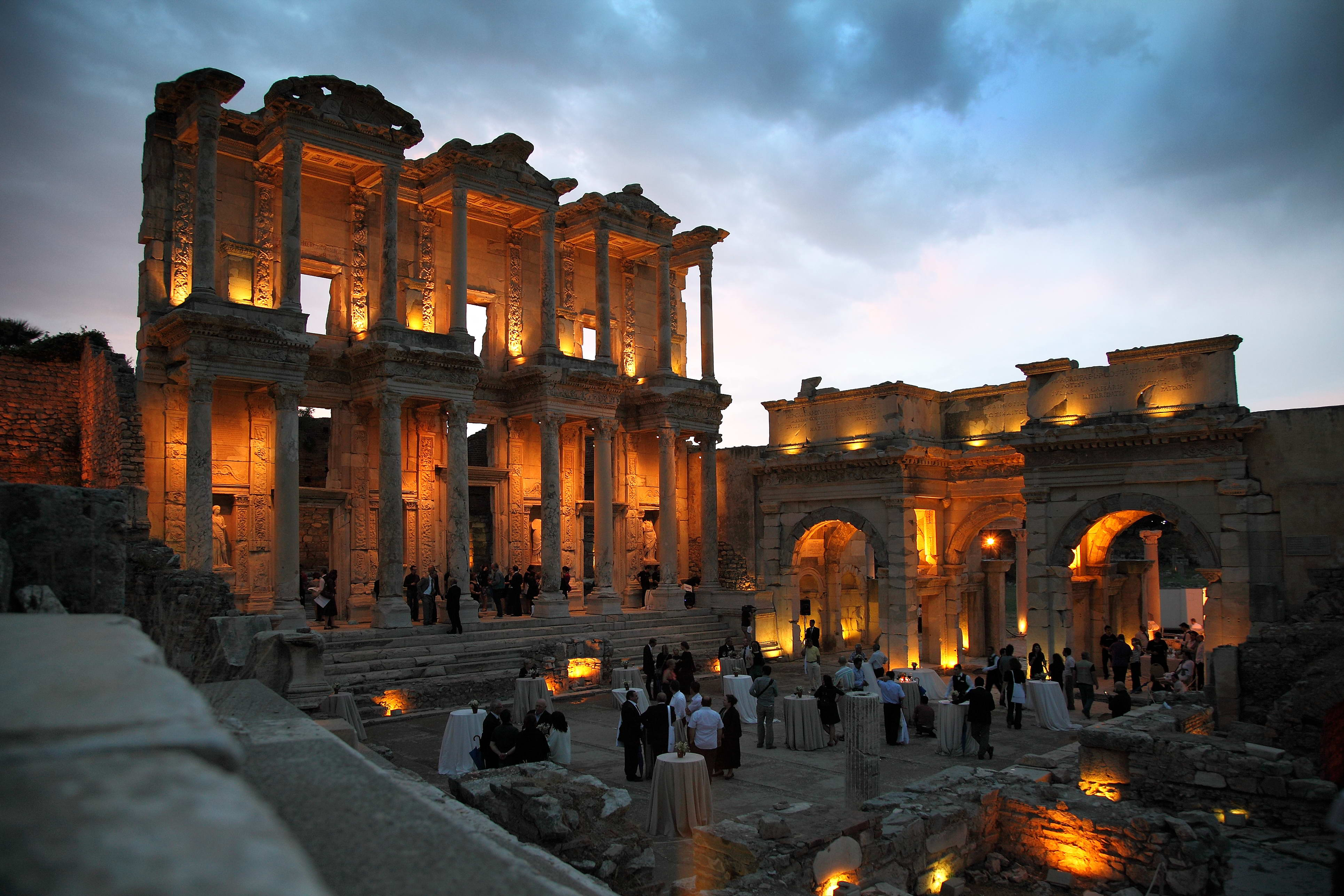
Restauração parcial da Biblioteca de Celso (esq.) em Éfeso.

Depois de seu mandato, Celso foi admitido no colégio dos quindecênviros dos fatos sagrados, um dos quatro mais prestigiosos de Roma. Sua estadia na cidade foi ainda prolongada por causa de sua nomeação como um dos superintendentes dos templos, edifícios públicos e praças em Roma (aedium sacrum et operum locorumque publicorum), um importante posto administrativo. Porém, nesta época o imperador Domiciano já estava muito desconfiado do Senado e de outros indivíduos poderosos e passou a agir de modo errático. Ciente do perigo, Celso voltou para Éfeso sem alarde.
Com a ascensão de Trajano, Celso retornou para a vida pública e serviu como procônsul da Ásia entre 105 e 106. Sabe-se que ele morreu em algum momento antes de 117, o ano no qual Caio Júlio Severo, de Ancira, erigiu um monumento mencionando Celso Polemeano.

## Família
A partir de várias inscrições encontradas em Éfeso relacionadas a Celso, Corbier conseguiu determinar muitos detalhes de sua família. Sua esposa se chamava Quintilia, possivelmente aparentada de uma família provincial conhecida de Alexandria Troas na época. O casal teve pelo menos três filhos, Júlia Quintila Isáuria, que, segundo Corbier, recebeu este cognome ("Isáuria") por ter nascido quando Celso era legado na Capadócia e regiões vizinhas; ela se casou com Tibério Cláudio Juliano e o filho deles, Tibério Cláudio Juliano, foi cônsul sufecto em 154. Outro filho foi Tibério Júlio Áquila Polemeano, cônsul sufecto em 154. E, finalmente, uma filha de nome desconhecido que se casou com um membro da gente Escribônia; o filho deste casal, Escriboniano, foi procurador augustal.

## Biblioteca de Celso
A Biblioteca de Celso, em Éfeso, foi construída para homenagear Celso Polemeano depois de sua morte. Ele pagou a sua construção de sua fortuna pessoal e deixou uma grande soma para a continuação da obra, que foi completada por seu filho, Áquila Polemeano. O edifício foi construído para preservar 12 000 rolos e para servir como mausoléu para Celso, contendo tanto uma cripta que abrigava seu sarcófago, quanto um monumento sepulcral em sua memória. A biblioteca desabou depois que Éfeso foi abandonada, mas sua fachada foi restaurada por uma fundação arqueológica austríaca na década de 1970.